# Fridrich Hesensko-Darmstadtský
Fridrich Hesensko-Darmstadtský (28. února 1616, Darmstadt – 19. února 1682, Vratislav) byl německý voják. Konvertoval z protestantství na katolickou víru a stal se kardinálem.

## Životopis

### Mládí
Narodil se jako dvanáctý potomek luterána Ludvíka V. Hesensko-Darmstadtského a Magdaleny Braniborské. Ve dvaceti letech konvertoval na katolickou víru a vstoupil do maltézského řádu.
Jako voják sloužil v několika válečných konfliktech a u španělského námořnictva dosáhl hodnosti admirála. V roce 1647 se stal velkopřevorem maltézského řádu a cestoval po Itálii, Německu a Španělsku.

### Církevní kariéra
Usadil se v Římě a vstoupil do služeb papeže Inocence X., který jej roku 1652 kreoval kardinálem. Účastnil se papežských konkláve v letech 1655, 1667 a 1669.
Byl zvolen papežským legátem švédské královny Kristýny I., která konvertovala na katolickou víru a přijela v listopadu 1655 do Říma.
Roku 1664 byl kandidátem císařského dvora ve volbě olomouckého biskupa, biskupem však byl zvolen Karel z Lichtenštejna-Kastelkornu.
Roku 1671 byl zvolen vratislavským biskupem. Zemřel 19. února 1682 ve Vratislavi a jeho ostatky jsou uloženy v katedrále svatého Jana Křtitele.